# Helmut Scholz
Helmut Ernst Scholz (ur. 21 czerwca 1954 w Berlinie) – niemiecki polityk i działacz partyjny, poseł do Parlamentu Europejskiego VII, VIII i IX kadencji.

## Życiorys
Jest synem polityka DBD Paula Scholza i jego żony Lieselotte. W 1972 ukończył szkołę średnią w Königs Wusterhausen, a uzyskaniu matury od 1974 studiował stosunki międzynarodowe w MGIMO w Moskwie. Pracował w ministerstwie spraw zagranicznych NRD, od 1983 do 1986 był dyplomatą w ambasadzie w Chinach. Jako wieloletni działacz SED znalazł się w 1990 w szeregach PDS, gdzie był odpowiedzialny za rozwój kontaktów międzynarodowych partii. W latach 2006–2007 zasiadał w zarządzie Linkspartei.PDS, w 2007 został członkiem zarządu Die Linke. Przystąpił też do związku zawodowego ver.di.
W 2009 wybrany z listy Die Linke w skład Parlamentu Europejskiego. Zasiadł w Komisji Handlu Międzynarodowego. W 2014 i 2019 z powodzeniem ubiegał się o europarlamentarną reelekcję.